# Rälla
Rälla är en tätort i Borgholms kommun på Öland i Kalmar län.

## Befolkningsutveckling
| Befolkningsutvecklingen i Rälla 1990–2020 | Befolkningsutvecklingen i Rälla 1990–2020 | Befolkningsutvecklingen i Rälla 1990–2020 | Befolkningsutvecklingen i Rälla 1990–2020 | Befolkningsutvecklingen i Rälla 1990–2020 |
| ----------------------------------------- | ----------------------------------------- | ----------------------------------------- | ----------------------------------------- | ----------------------------------------- |
|                                           |                                           |                                           |                                           |                                           |
| År                                        |                                           |                                           | Folkmängd                                 | Areal (ha)                                |
| 1990                                      | 1990                                      |                                           | 447                                       | 74                                        |
| 1995                                      | 1995                                      |                                           | 470                                       | 78                                        |
| 2000                                      | 2000                                      |                                           | 460                                       | 78                                        |
| 2005                                      | 2005                                      |                                           | 440                                       | 80                                        |
| 2010                                      | 2010                                      |                                           | 407                                       | 80                                        |
| 2015                                      | 2015                                      |                                           | 418                                       | 102                                       |
| 2020                                      | 2020                                      |                                           | 412                                       | 107                                       |
| Anm.: Ny tätort 1990                      |                                           |                                           |                                           |                                           |

## Idrott
I Rälla ligger Rällavallen, hemmaplan åt fotbollslaget Högsrums FF vars herrlag för närvarande spelar i Division 6.